# Wasilij Fomin (zapaśnik)
Wasilij Andriejewicz Fomin (ros. Василий Андреевич Фомин; ur. 26 maja 1957, zm. 10 kwietnia 2024) – radziecki zapaśnik startujący w stylu klasycznym.
Brązowy medalista mistrzostw świata w 1982 i mistrzostw Europy w 1983. Drugi w Pucharze Świata w 1982 roku.
Mistrz ZSRR w 1982; drugi w 1979 i 1980 roku.